# Smaug breyeri
Espèce
Synonymes
- Zonurus breyeri Van Dam, 1921
- Cordylus breyeri (Van Dam, 1921)

Statut CITES
Smaug breyeri est une espèce de sauriens de la famille des Cordylidae.

## Répartition
Cette espèce est endémique du Limpopo en Afrique du Sud.

## Étymologie
Cette espèce est nommée en l'honneur de Herman Gottfried Breijer.

## Publication originale
- Van Dam, 1921 : Descriptions of new species of Zonurus, and notes on the species of Zonurus occurring in the Transvaal. Annals of the Transvaal Museum, vol. 7, n. 4, p. 239-243.